# Alessandra Borio
Alessandra Borio (La Spezia, 29 agosto 1965) è un'ex canottiera italiana.

## Biografia
Nata a La Spezia nel 1965, a 18 anni ha preso parte ai Giochi olimpici di Los Angeles 1984, nel quattro di coppia, insieme ad Antonella Corazza (in sostituzione di Paola Grizzetti), Raffaella Memo, Donata Minorati e alla timoniera Roberta Del Core, chiudendo in sesta posizione con il tempo di 3'21"48.